# Bảo tàng "Gry i Komputery Minionej Ery"

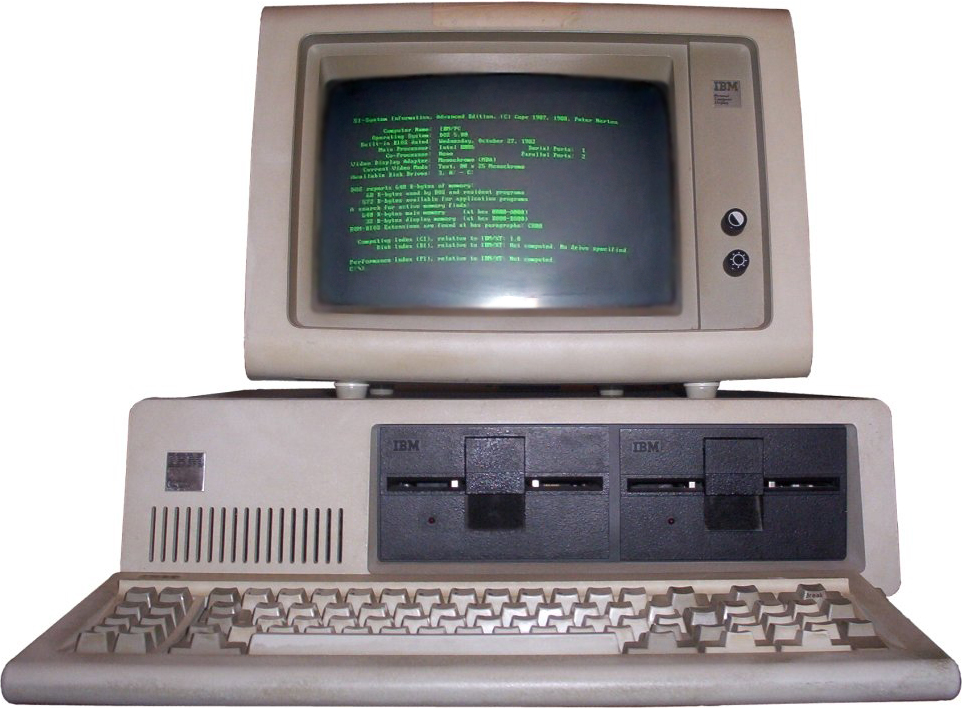
IBM PC 5150 tại bảo tàng

Bảo tàng "Gry i Komputery Minionej Ery" hay được gọi là Bảo tàng Trò chơi và Máy tính của Thời đại Quá khứ - là một bảo tàng ở thành phố Wrocław, tỉnh Dolnośląskie, Ba Lan. Bảo tàng dành riêng cho lịch sử của các trò chơi, máy chơi game và máy tính cũng như tin học retro.

## Lịch sử
Bảo tàng chính thức được khai trương vào ngày 2 tháng 9 năm 2017 trong tòa nhà xe lửa của trung tâm thành phố, "Wrocław Świebodzki", bởi thành viên của RetroGralnia. Sáng kiến thành lập bảo tàng đã nhận được sự giúp đỡ của tổ chức "Gây quỹ quần chúng". Bảo tàng là sự tiếp nối các hoạt động trước đây của sáng kiến tồn tại từ năm 2011, bên cạnh lưu trữ thì nhiều triễn lãm cũng được tạo trình bày ở Bảo tàng.

## Các triển lãm
- Triển lãm khoảng 100 máy chơi game và máy tính từ thập niên 70 đến đầu những năm 2000,
- Triển lãm trò chơi cơ khí và cơ điện
- Triển lãm trò chơi di động
- Triển lãm phụ kiện và bộ điều khiển
- Triễn lãm máy arcade
- Triễn lãm một bộ sưu tập các tạp chí từ những năm 90
- Triễn lãm trò chơi tương tác[4].

## Sưu tầm
Bảo tàng hiện bao gồm hơn 200 máy tính và bảng điều khiển, khoảng 500 máy chơi game cầm tay và 200 trò chơi cơ điện từ những thập niên 70.
Trong bảo tàng còn có các triển lãm độc đáo, như PC đầu tiên - IBM 5150, bảng điều khiển gia đình Magnavox Odyssey đầu tiên, hoặc máy tự động Asteroids nguyên bản, cũng như các máy nổi tiếng và nổi tiếng hơn ở Ba Lan của Commodore, Atari, Amiga, Nintendo, Sega, và Pegasus.